# 马溯

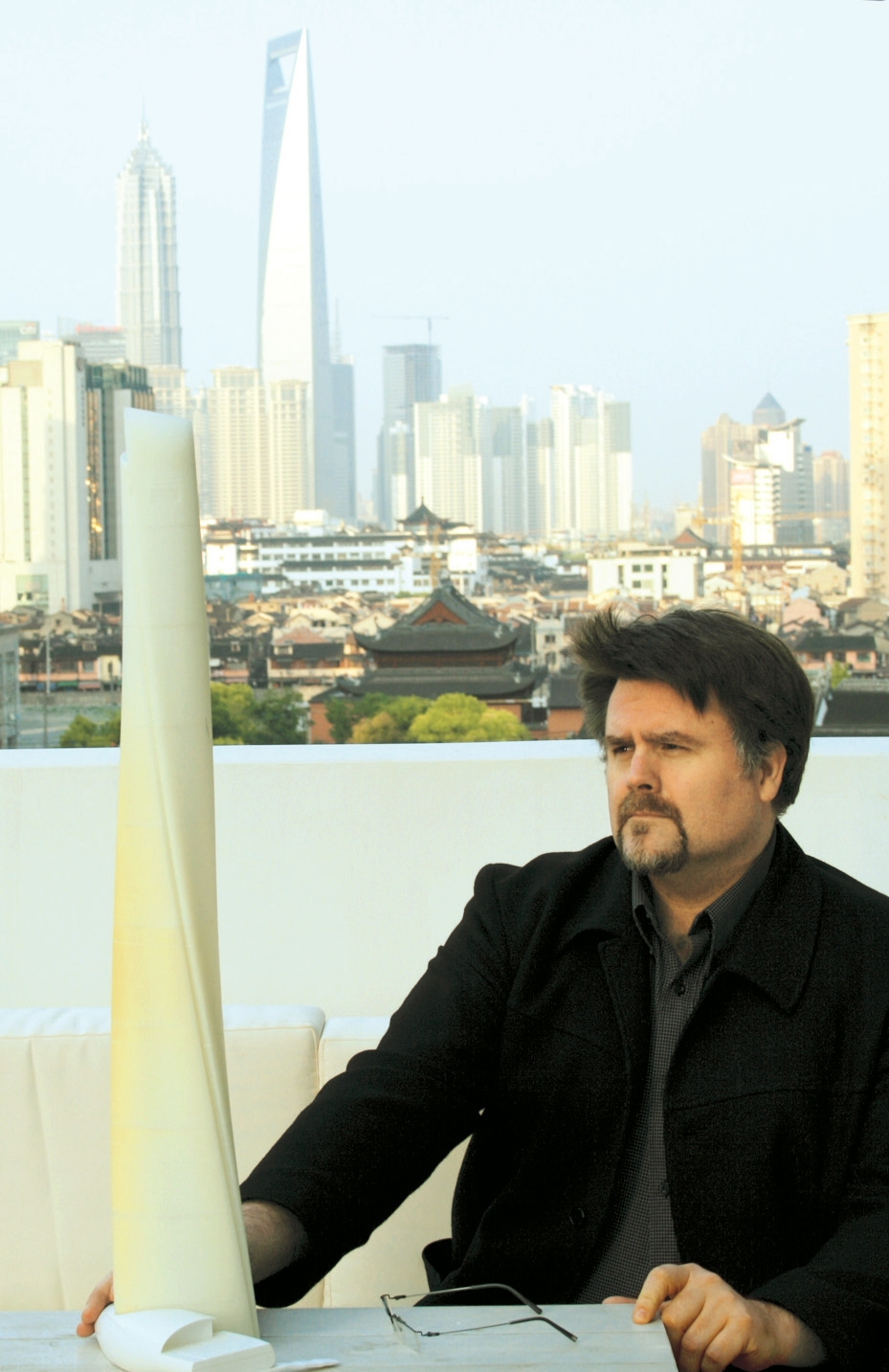
马溯

马溯 (英語：Marshall Strabala，直译：马歇尔·斯特拉巴拉，1961年4月27日—)，美國建築師，擅长超高层建筑设计。

## 作品
上海中心大厦、紫峰大厦、哈里發塔。 他的设计理念由密斯·凡德罗“少即是多”（LESS IS MORE）发展而来的“以少得多”（DO MORE WITH LESS）。在担任SOM 事务所设计室主管和副合伙人期间，马溯带领了他的方案团队赢得和设计完成了828 米高的迪拜塔和450 米高的南京紫峰大楼。 马溯于2006年加入Gensler（美国晋思建筑咨询公司）的上海中心大厦项目，并被任命为设计总监。2010年初，马溯在完成了上海中心大厦的主体设计工作之后，被Gensler解雇，但应客户要求，继续参与上海中心大厦项目的相关工作。离开Gensler后，马溯选择留在上海，并创办了自己的公司——2Define 建筑事务所。该建筑事务所总部设在上海，同时在芝加哥和首尔设有办事处。
世界前十個最高建筑物當中有三個是他設計的。他毕业于哈佛大学，獲得设计学位。

## 作品一覽

### 中國
- 上海中心大厦 2014年
- 南京紫峰大厦 2009年

### 阿拉伯联合酋长国
- 哈利法塔 2009年

### 大韓民國
- LG电子江南大厦 1998年